# Gambrus incubitor
Gambrus incubitor är en stekelart som först beskrevs av Carl von Linné 1758.  Gambrus incubitor ingår i släktet Gambrus och familjen brokparasitsteklar. Arten är reproducerande i Sverige. Inga underarter finns listade i Catalogue of Life.